# 684

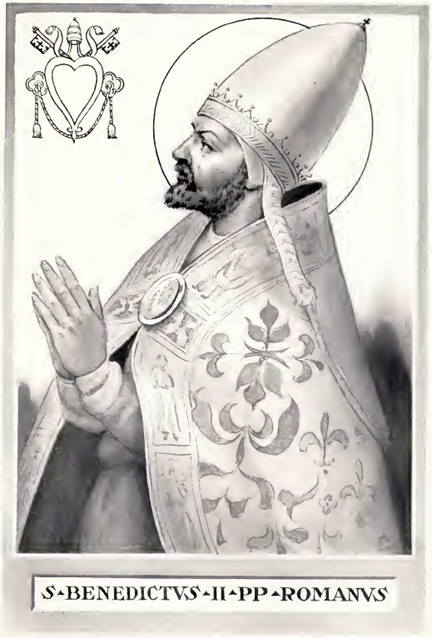
Paus Benedictus II (684 - 685)

Het jaar 684 is het 84e jaar in de 7e eeuw volgens de christelijke jaartelling.

## Gebeurtenissen

### Brittannië
- Koning Ecgfrith van Northumbria stuurt een strafexpeditie naar Ierland. De Angelsaksen plunderen het koninkrijk Meath (huidige Leinster) en keren met een grote roofbuit terug.
- Eadric, zoon van Egbert I van Kent, valt met steun van Sussex het koninkrijk Kent binnen en dwingt zijn oom Hlothhere het koningschap met hem te delen.

### Europa
- Ghislemar, hofmeier van Neustrië en Bourgondië, overlijdt en wordt weer opgevolgd door zijn vader Waratton nadat hij door Ghislemar afgezet is (zie: 682).

### Arabische Rijk
- Kalief Moe'awija II overlijdt in Damascus ten gevolge van een pestepidemie. Hij heeft slechts 4 maanden het Omajjaden-kalifaat geregeerd en wordt opgevolgd door Marwan I.
- In Karbala (Irak) wordt de oudste voorloper van de Imam Hoesseinmoskee gebouwd. Het gebedshuis bevat tevens het graf (mausoleum) van de sjiitische imam Hoessein.

### Meso-Amerika
- 19 januari - K'inich K'an B'alam II (684 - 702) volgt zijn vader Pacal de Grote op als heerser (ahau) van Palenque (Mexico).

## Religie
- 26 juni - Paus Benedictus II (684 - 685) volgt, na een sedisvacatie (leegheid van de Heilige Stoel) van 1 jaar, Leo II op als de 81e paus van de Katholieke Kerk.
- Cuthbertus wordt op aandringen van de Angelsaksische adel, waaronder Ecgfrith, benoemd tot bisschop van Lindisfarne.

## Overleden
- 30 januari - Aldegonda van Maubeuge (53), Frankisch abdis
- Amandus, bisschop van Maastricht (waarschijnlijke datum)
- Ghislemar, hofmeier van Neustrië (waarschijnlijke datum)
- Moe'awija II (23), Arabisch kalief